# Alfa Romeo A15-A19-A38-F20
Les camions Alfa Romeo A15 - A19 - A38 et F20 sont des véhicules utilitaires fabriqués par le constructeur italien Alfa Romeo V.I. sous licence partielle Saviem. Ils ne seront commercialisés que sur le marché italien par Alfa Romeo de 1967 à 1974.
Cette gamme de véhicules fait partie de la dernière gamme d'utilitaires Alfa Romeo construits en coopération avec un constructeur étranger. Ils offraient un P.T.A.C. de 3,3 tonnes à 6,3 tonnes.

## Historique
Le constructeur italien Alfa Romeo a quasiment toujours eu, au sein de sa gamme produits, des automobiles sportives et des moteurs d'avions mais aussi des véhicules industriels non par choix, mais à cause d'une volonté politique après sa nationalisation en 1933. Le premier camion a été l'Alfa Romeo 50. Les modèles se sont succédé jusqu'en 1964 où après l'arrêt de la production de l'Alfa Romeo Mille qui connut un grand succès et sera également produit au Brésil sous le nom FNM 180 par la filiale F.N.M. jusqu'en 1985, Alfa Romeo décida d'abandonner le secteur des véhicules lourds et de garder sa gamme d'utilitaires légers comme les Alfa Romeo A12/F12.
C'était sans compter sur les "décisions..accords..volontés.." politiques.

### Le contexte politique
Le 25 mars 1957 à 18 h, les six pays Allemagne, Italie, France, Pays-Bas, Belgique et Luxembourg signent à Rome le traité qui donna naissance à la Communauté économique européenne, élargissant du même coup l'espace coopératif né autour de la CECA - Communauté européenne du charbon et de l'acier. Dans les mois qui suivent, tous les gouvernements de ces pays vont multiplier les gestes forts pour montrer tout le bien qu'il y a à soutenir cette construction européenne. Quoi de mieux, alors, que le rapprochement de deux symboles de l'automobile, tous deux nationalisés ? Renault et Alfa Romeo. La Régie nationale dirigée par Pierre Dreyfus rêvait de déborder enfin de ses frontières. Partie à l'assaut de la forteresse américaine, elle était à la peine avec sa nouvelle Dauphine, apparue l'année précédente, et cherchait à tout prix à s'implanter ailleurs en Europe n'ayant fait jusqu'ici que de la figuration sur les différents marchés européens et notamment italien. Alfa Romeo, sous la tutelle de l'IRI - Istituto per la Ricostruzione Industriale, est parvenu à changer de stature depuis la fin de la guerre. C'est désormais un acteur industriel ambitieux qui, au début de 1958, produit 300 voitures par jour. Avec la 1900 et la Giulietta, il s'est imposé comme un constructeur de voitures sportives, mais face au géant Fiat, il fait figure de nain. Il n'est pas simple de concevoir un petit véhicule de grande diffusion. Le projet 103 d'une berline à traction-avant mue par un petit moteur à deux arbres à cames en tête, selon la tradition Alfa Romeo, de 900 cm3 est à la fois très audacieux, cher et très risqué pour le réaliser seul et obtenir le consentement de l'IRI.
La Renault Dauphine, modifiée et adaptée aux standards internationaux et rendue conforme au code italien est produite dans l'usine du Portello à Milan de juin 1959 à juin 1966 à 73.841 exemplaires au lieu des 300.000 prévus dans l'accord initial. La contrepartie française était de vendre la Giulietta dans le réseau Renault. Force est de constater qu'aucune voiture Alfa Romeo n'a jamais été exposée ni vendue par une concession Renault. Cette première tentative de coopération est donc un échec mais le courage politique est la persévérance dans l'erreur.
En 1960, le gouvernement français exerce une très forte pression sur son homologue italien pour favoriser l'implantation de la Régie Renault en Italie. Il est alors créé, le 1er mars 1962, la société Sviluppo Automobilistico Meridionale SpA, une entreprise italo-française pour satisfaire à cette demande typiquement française : faire financer par l'État italien l'implantation d'un constructeur automobile français en Italie.
Cette société opère à partir du site de l'Usine Alfa Romeo-Pomigliano d'Arco. C'est grâce à cette entreprise mixte que la Régie Renault a pu fabriquer une petite série de R4L en Italie, de décembre 1962 jusqu'en juin 1964.
Après l'échec de sa collaboration avec le constructeur français, Alfa Romeo se retire de l'entreprise commune en fin d'année 1964. La société est alors mise en sommeil car Renault s'était retiré du marché italien mais, le 30 avril 1968, Renault qui avait repris la commercialisation de ses produits en Italie, renomme la société en Renault-Italia S.p.A.

### L'accord Alfa Romeo - Saviem
Malgré l'échec subi dans le domaine automobile, les dirigeants politiques des deux pays feront tout pour qu'Alfa Romeo signe un nouvel accord de coopération avec le groupe Renault mais dans le secteur des véhicules industriels, secteur totalement abandonné par la marque milanaise depuis plus de trois ans. Renault voulait alors pouvoir bénéficier d'un moteur diesel Alfa Romeo pour équiper ces modèles en France.
Saviem obtient de pouvoir faire fabriquer dans l'usine napolitaine d'Alfa Romeo ses petits camions Super Goélette, la gamme SG2 & SG4, surtout pour ne pas payer la taxe douanière toujours en vigueur dans les pays du Marché Commun, même réduite.
C'est à partir de 1967 que sous la marque Alfa Romeo et au sein de son réseau, les potentiels clients italiens vont découvrir 4 véhicules :
- A15 : camion plateau disposant d'un PTC de 3,5 tonnes. Moteur diesel Alfa Romeo type 599/03 de 3,017 cm3 de cylindrée développant 72 Ch DIN. La charge utile est faible comparée au Fiat 616, seulement 1,460 kg contre 1,750 kg pour le Fiat.

- A19 : identique au A15 mais avec un PTC de 3,9 tonnes et une charge utile de 1,800 kg. C'est le véritable concurrent du Fiat 616 mais ne peut être conduit avec un permis voiture.

- A38 : semblable aux A15 & A19, avec le même moteur dont la puissance est portée à 79 Ch DIN, le PTC est de 6,3 tonnes avec une charge utile de 3,500 kg. Une version 4x4 était disponible.

- F20 : version fourgon avec ou sans porte latérale de service avec le moteur du A15 de 71,5 Ch et un PTC de 4,3 tonnes. La charge utile n'est que de 2,000 kg alors que le Fiat 625 offrait une charge utile de 2,500 kg. Ce véhicule a été produit à partir de 1969.

Tous les modèles sont équipés uniquement de moteurs diesel Alfa Romeo type 599 développant 72 ch de 3,017 litres à injection directe M.A.N.. Saviem ne voulait pas de ce moteur et insistait pour monter son propre moteur diesel qui ne développait que 65 Ch, puissance très insuffisante comparée aux véhicules concurrents italiens. Ce moteur a aussi équipé les modèles français à partir de 1967.
La fabrication a été arrêtée en 1974 après une production totale inférieure à 3.500 exemplaires. À la suite de ce second échec commercial, dont les raisons sont multiples, notamment les moteurs de puissance insuffisante pour le relief italien, les charges utiles trop faibles, etc. et les prix élevés dus aux royalties bien supérieures aux droits de douane, Alfa Romeo abandonnera définitivement ce type de coopération et s'allie avec Fiat V.I. dans le secteur des véhicules industriels. La réaction de Renault-Saviem fut raisonnée. Le groupe français, conscient de ses erreurs, rechercha une coopération technique avec Fiat V.I. et Alfa Romeo et signa le 13 septembre 1974 à Foggia une convention pour la création d'une société commune Sofim - SOciété Franco Italienne de Moteurs dont le but était de concevoir et fabriquer des moteurs diesel rapides et puissants de moyenne cylindrée de nouvelle génération. La nouvelle usine fut édifiée sur la commune de Foggia, dans le sud de l'Italie. Chaque constructeur participa à hauteur de 33,33 % du capital. Les premiers moteurs sortis en 1977 ont fait la réputation de cette usine. C'était le Sofim 8140 de 2,445 cm3 développant 72 Ch DIN et qui a équipé bon nombre de véhicules, voitures et utilitaires des trois marques. Renault-Saviem revendra à Fiat toute sa participation dans Sofim en 1975 et en deviendra un client privilégié.